# Sabrina Gonzalez Pasterski
Sabrina Gonzalez Pasterski (Chicago, 3 de junio de 1993) es una física estadounidense, y estudiante predoctoral en Chicago, Illinois. Completó sus estudios de licenciatura en el Instituto Tecnológico de Massachusetts (MIT) y actualmente estudia física de partículas en la Universidad de Harvard. Ha recibido ofertas de trabajo de Blue Origin, empresa aeroespacial fundada por Jeff Bezos, y de la NASA. Ella se describe como “una orgullosa cubana-estadounidense  de primera generación”. De acuerdo con Google Trends, Pasterski fue la tercera científica más buscada por todo el 2017. En 2015, la nombraron a la lista de Forbes 30 under 30 Science List. En 2017, fue nombrada una Forbes 30 under 30 All Star en 2017, y, en 2018, regresó como jueza como parte del panel de jueces de la categoría de ciencia de Forbes.

## Biografía
De madre cubana, María González, y de padre estadounidense, Mark Pasterski, esta joven ingeniera autodidacta comenzó a construir un modelo de aeronave con apenas doce años, en 2006. A partir de los 13 años, Pasterski ya había construido y aprendido como pilotar su propio avión. Su padre, quien era un abogado y un ingeniero eléctrico, la alentó a seguir sus sueños. Se inscribió en el Edison Regional Gifted Center en 1998 y se graduó de la Illinois Mathematics and Science Academy en el 2010.
Terminó el Cessna 150 en Canadá en 2007 y recibió la certificación en 2008. (MIT asistió con la certificación del aeroplano de un solo motor que ella construyó a partir de un kit.) Su primer vuelo en solitario fue en el aeroplano referido en 2009, después de haber sido autorizada por su CFI Jay Maynard. Jeff Bezos la introdujo en la física. En su entrevista con Scientific American, ella identificó a Leon Lederman, Dudley Herschbach y Freeman Dyson como sus ídolos científicos.
Durante su tiempo en MIT, ella fue galardonada con varios premios. Durante su primer año, Pasterski se convirtió en el primer estudiante de primer año de MIT en ser recompensado con la NASA January Operational Internship. Ella logró graduarse de MIT en tres años y con un puntaje de grados acumulados de 4.0. Ella sigue estudiando física de partículas en la Universidad de Harvard donde ha sido llamada la nueva Albert Einstein. Ella mantiene copias actualizadas de su trabajo en su página web personal  que se llama PhysicsGirl.

## Academia
Como estudiante de segundo año en el MIT, Pasterski fue parte del experimento CMS (Compact Muon Solenoid) en el Gran Colisionador de Hadrones. CMS es un detector programado de física que se construye alrededor de un imán de solenoide y se usa para una variedad de asuntos relacionados con la física. Recibió la libertad académica de Strominger en la primavera de 2015 basada en el descubrimiento de "efecto de memoria de giro" de Pasterski et al 2014 que puede usarse para detectar o verificar los efectos netos de las ondas gravitacionales. Después de obtener la libertad académica, completaría el Triángulo Pasterski-Strominger-Zhiboedov para memoria electromagnética en un artículo solista de 2015 que Stephen Hawking citó a principios de 2016, en un artículo titulado "Soft Hair on Black Holes".

## Cobertura mediática
La cita de Hawking del trabajo en solitario de Pasterski en el Triángulo de PSZ fue publicada por el actor George Takei cuando hizo referencia a ella en su cuenta de Twitter con su cita: "‘Espero que me conozcan por lo que hago y no por lo que no hago’". Un sentimiento conmovedor ". El artículo de Steven P. Jobs Trust incluido en el tuit se ha compartido 1,200,000 veces.
El trabajo de Pasterski en 2016 en la promoción de la iniciativa Let Girls Learn ha sido reconocido por una extensión de dos páginas en el mes de enero de Marie Claire con la ex primera dama Michelle Obama y fue premiado con la Young Women's Honors. Los esfuerzos continuos de Pasterski para promover la educación en ciencias, tecnología, ingeniería y matemáticas (STEM) para niñas en Cuba han sido reconocidos por la Fundación Annenberg. El trabajo de Pasterski 2017 en la promoción de la educación STEM para niñas en Rusia ha sido reconocido por la Embajada de los Estados Unidos en Moscú y por el Politécnico de Moscú.
La cobertura internacional de prensa y televisión del trabajo de Pasterski ha aparecido en ruso, polaco, checo, español, alemán, hindi y francés: Russia Today, la revista polaca Angora, la revista DNES en la República Checa, People en Español, Jolie en Alemania, Vanitha TV en India, la revista Madame en Francia, la revista Le Figaro de París, la revista Femina en Suiza y Marie Claire España. The History Channel publicaron historias sobre González Pasterski para sus audiencias en México y América Latina, respectivamente.

## Premios
- 2010, Illinois Aviation Trades Association Industry Achievement Award[7]
- 2012, Scientific American 30 under 30[13]
- 2012, Lindau Nobel Laureate Meetings Young Researcher[13]
- 2013, MIT Physics Department Orloff Scholarship Award[33]
- 2015, Forbes 30 under 30[34]
- 2015, Hertz Foundation Fellowship[14]
- 2016, Marie Claire Young Women Honors Recipient: “The Genius”[35]
- 2018, Albert Einstein Foundation Genius 100 Visions Project — "Uno de los 100 mejores innovadores, artistas, científicos, y visionarios de nuestro tiempo."[36]
- 2018, homenajeado en el International Women's Day de Discovery Canada[37]